# Маркони (станция метро, Рим)
«Маркони» (итал. Marconi) — станция линии B Римского метрополитена. Открыта в 1990 году и носит имя одного из изобретателей радио Гульельмо Маркони.

## Окрестности и достопримечательности
Вблизи станции расположены:
- Мост Гульельмо Маркони
- Университет Рома Тре

## Наземный транспорт
Автобусы: 170, 669, 670, 791.